# Playa de les Amplaries
La playa de Les Amplaries es una playa de arena del municipio de Oropesa del Mar en la provincia de Castellón (España).
Esta playa limita al norte con la Playa de Torre de la Sal y al sur con la Playa Morro de Gos y tiene una longitud de 2100 m, con una amplitud de 30 m.
Se sitúa en la urbanización de Marina d'Or de Oropesa del Mar, disponiendo de acceso por calle y carretera. Cuenta con paseo marítimo, zona de césped amplia y zonas de aparcamiento delimitado. También dispone de acceso para personas con discapacidad. Es una playa de arena pero por la orografía del terreno hay zonas rocosas en la orilla y abundan las piedras por lo que es recomendable la utilización de escarpines o similares para protegerse los pies. Cuenta con balizamiento y servicio de socorristas en época estival. 
Esta playa cuenta con el distintivo de Bandera Azul desde 2005
- Datos: Q9060789
- Multimedia: Platja de les Amplàries / Q9060789